# 2774 Tenojoki
2774 Tenojoki este un asteroid din centura principală, descoperit pe 3 octombrie 1942, de Liisi Oterma.